# WWE SmackDown 20th Anniversary
SmackDown 20th Anniversary fue un episodio especial de WWE SmackDown que tuvo lugar el 4 de octubre de 2019. Este episodio conmemoró el 20º aniversario del programa y marcó el primer episodio de SmackDown en emitirse en la televisión abierta desde 2010. El episodio también marca el debut de SmackDown en FOX. La transmisión contó con luchadores actuales de las marcas Raw y SmackDown, así como luchadores que fueron parte de WWE.

## Producción
WWF SmackDown! hizo su debut como un especial de televisión para UPN el 29 de abril de 1999, y debutó como un programa semanal para el canal el 26 de agosto de 1999. A lo largo de los años había cambiado de canal; antes de mudarse a FOX, SmackDown se había transmitido previamente en su canal hermano, MyNetworkTV, desde octubre de 2008 hasta septiembre de 2010.
El 26 de junio de 2018, Fox Broadcasting Company anunció un acuerdo de cinco años para emitir SmackDown en un acuerdo por valor de $205 millones por año. La serie emitirá su primer episodio de FOX el 4 de octubre de 2019 desde el Staples Center en Los Ángeles, marcando el regreso de SmackDown a los viernes por la noche. El acuerdo llegó mientras un acuerdo de transmisión anterior con USA Network para emitir los programas SmackDown y Raw de WWE estaba por expirar, y debido a que FOX había enfatizado cada vez más la programación deportiva en vivo y el entretenimiento no programado a raíz de su próxima venta de su estudios de Disney. Fox esperaba adquirir Raw para el canal FOX y SmackDown para Fox Sports 1. Sin embargo, en medio de una situación de licitación competitiva, NBCUniversal centró sus esfuerzos en renovar Raw (al mismo tiempo que obtuvo los derechos para transmitir NXT, volviendo al cable desde WWE Network en un formato en vivo), liberando a Fox para perseguir SmackDown. Fox comenzó una campaña publicitaria, «We're All Superstars» («Todos somos superestrellas»), para que coincida con el comienzo de la temporada de fútbol americano, revelando un nuevo logotipo y la restitución del título de Friday Night SmackDown.
El 26 de septiembre de 2019, WWE anunció que Michael Cole regresaría a SmackDown, por primera vez desde 2016, para dirigir el equipo de comentarios junto a sus antiguos colegas de Raw, Corey Graves y Renee Young.

## Antecedentes
En Clash of Champions, Kofi Kingston derrotó a Randy Orton para retener el Campeonato de la WWE. En el siguiente SmackDown, The New Day (Kingston, Big E & Xavier Woods) derrotó al equipo de Orton y los nuevos Campeones en Parejas de SmackDown The Revival (Scott Dawson & Dash Wilder) en un combate de equipos. Después del combate, Brock Lesnar (acompañado por Paul Heyman) regresó para desafiar a Kingston por el Campeonato de la WWE, que Kingston aceptó.
En el episodio del 9 de septiembre de Raw, Becky Lynch y Charlotte Flair se enfrentaron a The Boss 'n' Hug Connection (Sasha Banks & Bayley) en un combate de equipos, después de que Lynch y Flair fueron atacadas por las dos la semana anterior. Al final, Flair cubrió a Bayley para ganar el combate. En Clash of Champions, Lynch retuvo su Campeonato Femenino de Raw contra Banks, mientras que Bayley retuvo su Campeonato Femenino de SmackDown contra Flair. En el siguiente Raw, durante un combate de equipos contra las Campeonas Femeninas en Parejas de la WWE, Alexa Bliss & Nikki Cross, Banks y Bayley fueron atacadas con sillas de acero por Lynch y Flair. En el episodio del 24 de septiembre de SmackDown, un combate de equipos entre las cuatro fue programado para el 4 de octubre.
En el transcurso del verano de 2019, Kevin Owens se enfureció con Shane McMahon debido a que este último tomaba más y más tiempo en pantalla cada semana de otros luchadores y ejercía aún más autoridad, lo que estaba en contradicción con lo que Shane y su familia (Vince McMahon, Stephanie McMahon y Triple H) habían prometido varios meses antes. A pesar de los intentos de Shane de prohibir la entrada a Owens a SmackDown, Owens se presentaría y atacaría a Shane en los momentos oportunos. Durante Raw Reunion el 22 de julio, Owens retó a Shane a un combate en SummerSlam y dijo que abandonaría la WWE si perdía, y Shane aceptó. Owens derrotó a Shane en el evento. Dos noches después, en SmackDown, McMahon multó a Owens con $ 100 000 por atacar a un oficial designado, Elias, quien había sido designado como el árbitro especial invitado para el combate de Owens contra Samoa Joe, donde Elias le costó a Owens el combate al hacer un conteo rápido. Owens luego trató de simpatizar con Shane para levantar la multa. Shane dijo que lo consideraría, pero luego le costó a Owens su combate del torneo King of the Ring contra Elias al hacerse cargo como árbitro y hacer un conteo rápido de tres. Shane luego reemplazó a Elias, quien resultó lesionado, en las semifinales de King of the Ring contra Chad Gable y prometió que levantaría la multa de Owens mientras Owens fuera el árbitro del partido e «hiciera su trabajo correctamente». Gable derrotaría a Shane en menos de un minuto. Shane luego hizo el combate y 2-out-of-3 falls match y atacó a Owens, pero Gable forzó a Shane a rendirse para ganar. A pesar de que Owens juzgó el combate de manera justa, Shane lo despidió. Owens luego amenazó a Shane con una demanda por despido injustificado ya que Shane había atacado a un oficial designado (Owens). Shane le dio a Owens dos opciones: si Owens continuaba la demanda, mantendría a Owens en la corte indefinidamente, pero si Owens retiraba la demanda, sería reincorporado pero aún tendría que pagar la multa. Owens en cambio desafió a Shane a un Ladder match donde si Shane ganaba, Owens abandonaría la demanda y abandonaría la WWE, pero si Owens ganaba, Shane se habría que ir, y aceptó el combate.
Antes de Clash of Champions, Erick Rowan había atacado a Roman Reigns entre bastidores y había mentido al respecto. Cuando Reigns encontró imágenes que mostraban a Rowan como el culpable, esto causó que Rowan y Daniel Bryan se separaran como equipo en parejas debido a que Rowan mintió, y se programó un enfrentamiento entre Reigns y Rowan para Clash of Champions. Rowan derrotó a Reigns en un No Disqualification match en Clash of Champions gracias al regreso de Luke Harper, reformando su equipo en parejas. Una revancha entre Rowan y Reigns fue programada para el 4 de octubre.

## Resultados
- Becky Lynch & Charlotte Flair derrotaron a The Boss 'n' Hug Connection (Sasha Banks & Bayley) (8:15).[31]
  - Flair forzó a rendirse a Bayley con un «Figure Eight».
- El Campeón Universal de la WWE Seth Rollins y el Campeón Intercontinental Shinsuke Nakamura (con Sami Zayn) terminaron sin resultado.[31]
  - La lucha terminó sin resultado después de que "The Fiend" Bray Wyatt atacara a Rollins con un «Mandible Claw».
  - Ninguno de los dos campeonatos estaban en juego.
- Kevin Owens derrotó a Shane McMahon en un Career vs. Career Ladder Match (12:00).[31]
  - Owens ganó la lucha tras descolgar el maletín.
  - Antes de la lucha, Owens atacó a Shane.
  - Como consecuencia, Shane debió abandonar la WWE.
  - Si Owens perdía, hubiera permanecido despedido.
- Braun Strowman, The Miz & Heavy Machinery (Otis & Tucker) derrotaron a AJ Styles, Randy Orton, Dolph Ziggler & Robert Roode (3:10).[31]
  - Strowman cubrió a Ziggler después de un «Running Powerslam».
  - Después de la lucha, Tyson Fury trató de ingresar al ring, pero fue detenido por agentes de seguridad.
- Roman Reigns derrotó a Erick Rowan en un Lumberjack Match (9:20).[31]
  - Reigns cubrió a Rowan después de un «Spear».
  - Durante la lucha, Luke Harper interfirió a favor de Rowan, mientras que Daniel Bryan interfirió a favor de Reigns.
  - Los leñadores fueron: Ali, Andrade, Apollo Crews, Bo Dallas, Cesaro, Cedric Alexander, Chad Gable, Curtis Axel, Curt Hawkins, Dash Wilder, Erik, Heath Slater, Karl Anderson, Ivar, Luke Gallows, No Way Jose, Ricochet, Scott Dawson, Shelton Benjamin, Shinsuke Nakamura, Titus O'Neil y Zack Ryder.
- Brock Lesnar (con Paul Heyman) derrotó a Kofi Kingston y ganó el Campeonato de la WWE (0:08).[31]
  - Lesnar cubrió a Kingston después de un «F-5».
  - Después de la lucha, Rey Mysterio apareció junto a Caín Velásquez, quien hizo su debut en WWE y atacó a Lesnar.